# جزمین ساندرز
جزمین ساندرز (انگلیسی: Jasmine Sanders؛ زادهٔ ۲۲ ژوئن ۱۹۹۱) ملقب به باربی طلایی مدل آلمانی آمریکایی است.